# Novoaleksandrivka, Kreminna
Novoaleksandrivka (în ucraineană Новоалександрівка) este o comună în raionul Kreminna, regiunea Luhansk, Ucraina, formată numai din satul de reședință.

## Demografie
Componența lingvistică a comunei Novoaleksandrivka
     Ucraineană (93,12%)
     Rusă (6,51%)
     Alte limbi (0,37%)
Conform recensământului din 2001, majoritatea populației comunei Novoaleksandrivka era vorbitoare de ucraineană (93,12%), existând în minoritate și vorbitori de rusă (6,51%).